# Matthieu Pepper
Pour les articles homonymes, voir Pepper.
 (mars 2022).
La mise en forme du texte ne suit pas les recommandations de Wikipédia : il faut le « wikifier ».
Les points d'amélioration suivants sont les cas les plus fréquents. Le détail des points à revoir est peut-être précisé sur la page de discussion.
- Les titres sont pré-formatés par le logiciel. Ils ne sont ni en capitales, ni en gras.
- Le texte ne doit pas être écrit en capitales (les noms de famille non plus), ni en gras, ni en italique, ni en « petit »…
- Le gras n'est utilisé que pour surligner le titre de l'article dans l'introduction, une seule fois.
- L'italique est rarement utilisé : mots en langue étrangère, titres d'œuvres, noms de bateaux, etc.
- Les citations ne sont pas en italique mais en corps de texte normal. Elles sont entourées par des guillemets français : « et ».
- Les listes à puces sont à éviter, des paragraphes rédigés étant largement préférés. Les tableaux sont à réserver à la présentation de données structurées (résultats, etc.).
- Les appels de note de bas de page (petits chiffres en exposant, introduits par l'outil «  Source ») sont à placer entre la fin de phrase et le point final[comme ça].
- Les liens internes (vers d'autres articles de Wikipédia) sont à choisir avec parcimonie. Créez des liens vers des articles approfondissant le sujet. Les termes génériques sans rapport avec le sujet sont à éviter, ainsi que les répétitions de liens vers un même terme.
- Les liens externes sont à placer uniquement dans une section « Liens externes », à la fin de l'article. Ces liens sont à choisir avec parcimonie suivant les règles définies. Si un lien sert de source à l'article, son insertion dans le texte est à faire par les notes de bas de page.
- La présentation des références doit suivre les conventions bibliographiques. Il est recommandé d'utiliser les modèles {{Ouvrage}}, {{Chapitre}}, {{Article}}, {{Lien web}} et/ou {{Bibliographie}}. Le mode d'édition visuel peut mettre en forme automatiquement les références.
- Insérer une infobox (cadre d'informations à droite) n'est pas obligatoire pour parachever la mise en page.

Pour une aide détaillée, merci de consulter Aide:Wikification.
Si vous pensez que ces points ont été résolus, vous pouvez retirer ce bandeau et améliorer la mise en forme d'un autre article.
 (mars 2022).
L'article doit être relu — et modifié si nécessaire — par des contributeurs indépendants pour apporter un regard critique aux contributions effectuées en violation des conditions d'utilisation de Wikipédia, tant sur la forme (notamment concernant le style encyclopédique, la proportionnalité) que sur le fond (la neutralité de point de vue, la qualité et l'indépendance des sources).
 (mars 2022).
Matthieu Pepper, né le 7 septembre 1990 à Saint-Eustache, est un humoriste, acteur, auteur et scénariste québécois depuis 2012. Il est le cadet d'une famille de 5 enfants.

## Biographie
Après deux ans à jouer dans les bars du Québec, il participe en 2014 à l’émission de télévision “En route vers mon premier Gala Juste pour rire” et fait partie des créateurs du spectacle « Le Show 2000 » au festival Zoofest.
En 2016, Matthieu Pepper devient animateur régulier du Bordel comédie club. Il est invité à faire la première partie de plusieurs humoristes dont Simon Gouache, Rachid Badouri et Patrick Groulx.
À partir de 2016, il participe à l’émission ALT sur les ondes de VRAK animée par Phil Roy et Pierre Yves Roy Desmarais. En 2017, Matthieu devient l’un des animateurs radio à l’émission du matin à CKOI et devient membre de l’équipe régulière du show du retour animé par Patrick Marsolais. En 2018, il est aussi chroniqueur à l'émission “Avec Pas D’Match” sur les ondes de RDS.
En 2020, il joue dans ComediHa! sur le gala de Pierre Hébert et dans Juste pour rire au théâtre St-Denis.
Lors de la même année, il écrit et tourne la première saison d’ « Entre deux draps », série dans laquelle il tient l’un des rôles principaux.
En 2021, la série « Entre deux draps »  reçoit 5 nominations au Gala des prix Gémeaux  et se voit décerner deux trophées:  Meilleure série humoristique et Meilleure interprétation humour. La série remporte ensuite en 2022 l'Olivier de la meilleures série humoristique de l'année.
Toujours en 2021 Matthieu devient l’une des têtes d’affiche de l’émission de radio « Le fun est dans le retour » sur les ondes de CKOI.
À l’automne 2023, il lance son premier spectacle solo : En attendant la fête au village produit par KOTV.

## Filmographie

### Télévision
- 2014 : En route vers mon premier gala Juste pour rire : Participant
- 2016 : ALT : Collaborateur
- 2018 : Avec pas de match : Co-animateur
- 2018 : On parle de sexe : Comédien
- 2018 : L'Open mic de... : Humoriste
- 2020 :coup de cochon avec Patrick Groulx
- Gala ComediHa! : Humoriste
- 2020 : Gala Juste pour rire : Humoriste
- 2020 : On parle de santé mentale : Comédien
- 2020-2022 : Entre deux draps : Comédien
- 2023-2025 : Je viens vers toi: Humoriste

## Radio
- 2017 : Le show du retour animé par Patrick Marsolais (Ckoi) : Co-animateur
- 2021 - 2022 : Le fun est dans le retour (Ckoi) : Co-animateur